# 般奴·阿歷山大·洛迪古斯
般奴·阿歷山大·洛迪古斯（Bruno Alexandre Rodrigues，1989年2月6日—），一般称作般奴，生于巴西，巴西职业足球运动员，现效力于日本職業足球联赛(J2)球会甲府風林队。